# جون هايز (عسكري)
جون هايز (بالإنجليزية: John Hayes)‏ هو عسكري أمريكي، ولد في 20 يوليو 1832 في نيوفندلاند في كندا، وتوفي في 28 يناير 1911 في بليرزتاون في الولايات المتحدة.